# Atrofi
Atrofi, av grekiskans atrophia ’brist på näring’, ord som betyder tillbakagång. I medicinska sammanhang innebär atrofi förtvining av en cell, vävnad eller ett organ på grund av åldrande eller sjukdomstillstånd. Motsatsen kallas hypertrofi.

## Uppkomstmekanismer
Atrofier kan ha flera uppkomstmekanismer, däribland kronisk understimulans, vilket leder till inaktivitetsatrofi. Detta kan inträffa exempelvis hos barn då en kraftig skelning inte behandlas. Barnet slutar använda ett öga, varvid det område i hjärnan som tar tolkar synintrycken från detta öga slutar att användas. Detta leder till en ansamling av metabola produkter i de drabbade cellerna vilket slutligen förstör dem. 
- Denervering av en skelettmuskel leder till atrofi av den muskeln. Även sjukdomar som polymyosit och Duchennes muskeldystrofi leder till atrofi av skelettmuskulatur.
- Upphörd hormonell stimulering av ett organ kan leda till atrofi av organet. Sådan organatrofi förekommer av binjurarna om hypofysen upphör med att utsöndra ACTH (adrenokortikotropiskt hormon).
- Otillräcklig syreförsörjning (ischemi). Ett fullständigt avbrott av syreförsörjning till en cell kommer att leda till att cellen dör, men vid sänkta nivåer kan det leda till atrofi.[1]
- En allmän förtvining av kroppens organ kan inträffa i hög ålder och benämns senil atrofi.
- Mekaniskt tryck (exempelvis liggsår) är ytterligare en orsak.

Alzheimer är en sjukdom som orsakas av atrofi i CNS. Hos alzheimerpatienter kan man se en förlust av nervceller och nervcellsutskott. Hjärnan "skrumpnar" och dess gyrus sjunker ihop så att hjärnan får en mera valnötslik form.